# Lederia angusticanalis
Lederia angusticanalis is een keversoort uit de familie zwamspartelkevers (Melandryidae). De wetenschappelijke naam van de soort werd in 1987 gepubliceerd door Sasaji.